# Massacre
Massacre är ett amerikanskt death metal-band. Det grundades 1984 av Allen West och Bill Andrews, och fick snart sällskap av Kam Lee.

## Medlemmar
Nuvarande medlemmar
- Kam Lee – sång (1984–1987, 1989–1996, 2006–2007, 2019– )
- Michael Borders – basgitarr (1984–1986, 2019– )

Tidigare medlemmar
- Scott Blackwood – basgitarr (1984)
- Bill Andrews – trummor (1984–1987, 1989–1993)
- Allen West – gitarr (1984–1986)
- J.P. Chartier – gitarr (1984)
- Mark Brents – sång (1984)
- Robby Goodwin – rytmgitarr (1986–1987)
- Terry Butler – basgitarr (1987, 1990–1993, 2006–2007, 2011–2014)
- Butch Gonzales – basgitarr (1990)
- Joe Cangelosi – trummor (1990)
- Steve Swanson – gitarr (1991–1993, 2006–2007)
- Pete Sison – basgitarr (1994)
- Syrus Peters – trummor (1994)
- Dave Pybus – basgitarr (2007)
- Curtis Beeson – trummor (2007–2008)
- Sam Williams – gitarr (2007–2008)
- Ed Webb – sång (2011–2014)
- Rick Rozz – gitarr (1984–1987, 1989–1995, 2011–2014, 2019)
- Mike Mazzonetto – trummor (2011–2014, 2019)
- Michael Grim – basgitarr, bakgrundssång (2017)

Turnerande medlemmar
- Rob Goodwin – gitarr (1987)

Bidragande musiker (studio)
- Walt Thrashler – rytmgitarr (1991)
- Cronos (Conrad Thomas Lant) – basgitarr, sång (1992)
- Christine Whitten – sång (1996)
- Static Sector (Andy Wallace) – programmering (2014)
- Tony Anderson – sång (2014)

## Diskografi
Demo
- Official Livetape (1986)
- Aggressive Tyrant (1986)
- Chamber of Ages (1986)
- The Second Coming (1990)

Studioalbum
- From Beyond (1991)
- Promise (1996)
- Back from Beyond (2014)

EP
- Inhuman Condition (1992)
- Condemned to the Shadows (2012)

Singlar
- "Provoked Accurser" (1991)